# Glenopopillia nagaii
Glenopopillia nagaii är en skalbaggsart som beskrevs av Guido Sabatinelli 1997. Glenopopillia nagaii ingår i släktet Glenopopillia och familjen Rutelidae. Inga underarter finns listade i Catalogue of Life.